# Акбаш (Ютазинский район)
Акба́ш (тат. Акба́ш, Aqbaş) — село в Ютазинском районе Республики Татарстан. Административный центр Акбашского сельского поселения.

## География
Расположено на реке Акбаш, в 24 км к юго-западу от посёлка городского типа Уруссу.

## История
Основано в XVII веке.  В XVIII—XIX веках жители в сословном отношении делились на тептярей и башкир-вотчинников. 
Тептяри были припущены башкирами Киргизской волости «на вечность из платежа единовременно 18 руб.» «по договору от башкир-вотчинников от 1 июня 1757 г.». В Припускном акте за 1757 год говорится, что припущенниками села являлись башкиры Байлярской волости. В 1795 году проживало 166 башкир и 40 тептярей, в 1834 году — 352 башкира-припущенника, а в 1859 году — 1015 башкир.
Жители занимались земледелием, разведением скота, ломкой камня и добычей алебастра. В 1808 году в Акбаше была построена первая мечеть, в 1867 — вторая, в 1915 — третья. 
В «Списке населенных мест по сведениям 1859 года», изданном в 1864 году, населённый пункт упомянут как башкирская деревня Акбашева (Ташкичу) 4-го стана Бугульминского уезда Самарской губернии. Располагалась при речке Акбашке, на почтовом тракте из Бугульмы в Уфу, в 28 верстах от уездного города Бугульмы и в 6 верстах от становой квартиры в казённом селе Ефановка (Крым-Сарай, Орловка, Хуторское). В деревне в 115 дворах жили 1015 человек (517 мужчин и 498 женщин). Были мечеть и почтовая станция.
По сведениям переписи 1897 года, в деревне Акбашева Бугульминского уезда Самарской губернии жили 1706 человек (891 мужчина и 815 женщин), из них 1704 мусульманина.
В начале XX века здесь располагались волостное правление, земская почтовая станция, функционировала водяная мельница. До 1920 года село являлось центром Александровской волости Бугульминского уезда Самарской губернии. С 1920 года в составе Бугульминского кантона ТАССР. С 10.08.1930 в Бавлинском, с 10.02.1935 в Ютазинском, с 01.02.1963 в Бугульминском, с 12.01.1965 в Бавлинском, с 06.04.1991 в Ютазинском районах.

## Население
| 1795 | 1859 | 1886 | 1897 | 1926 | 1938 | 1949 | 1958 | 1970 | 1979 | 1989 | 2000 | 2002 |
| ---- | ---- | ---- | ---- | ---- | ---- | ---- | ---- | ---- | ---- | ---- | ---- | ---- |
| 206  | 1015 | 1431 | 1682 | 1506 | 1379 | 1056 | 752  | 850  | 669  | 462  | 538  | 539  |

Национальный состав
Согласно результатам переписи 2002 года, в национальной структуре населения села татары составляли 98% из 539 человек.

## Экономика
Полеводство, молочное скотоводство и овцеводство.

## Инфраструктура
Средняя школа, дом культуры, библиотека.

## Религия
Мечеть — памятник архитектуры начала XX века.

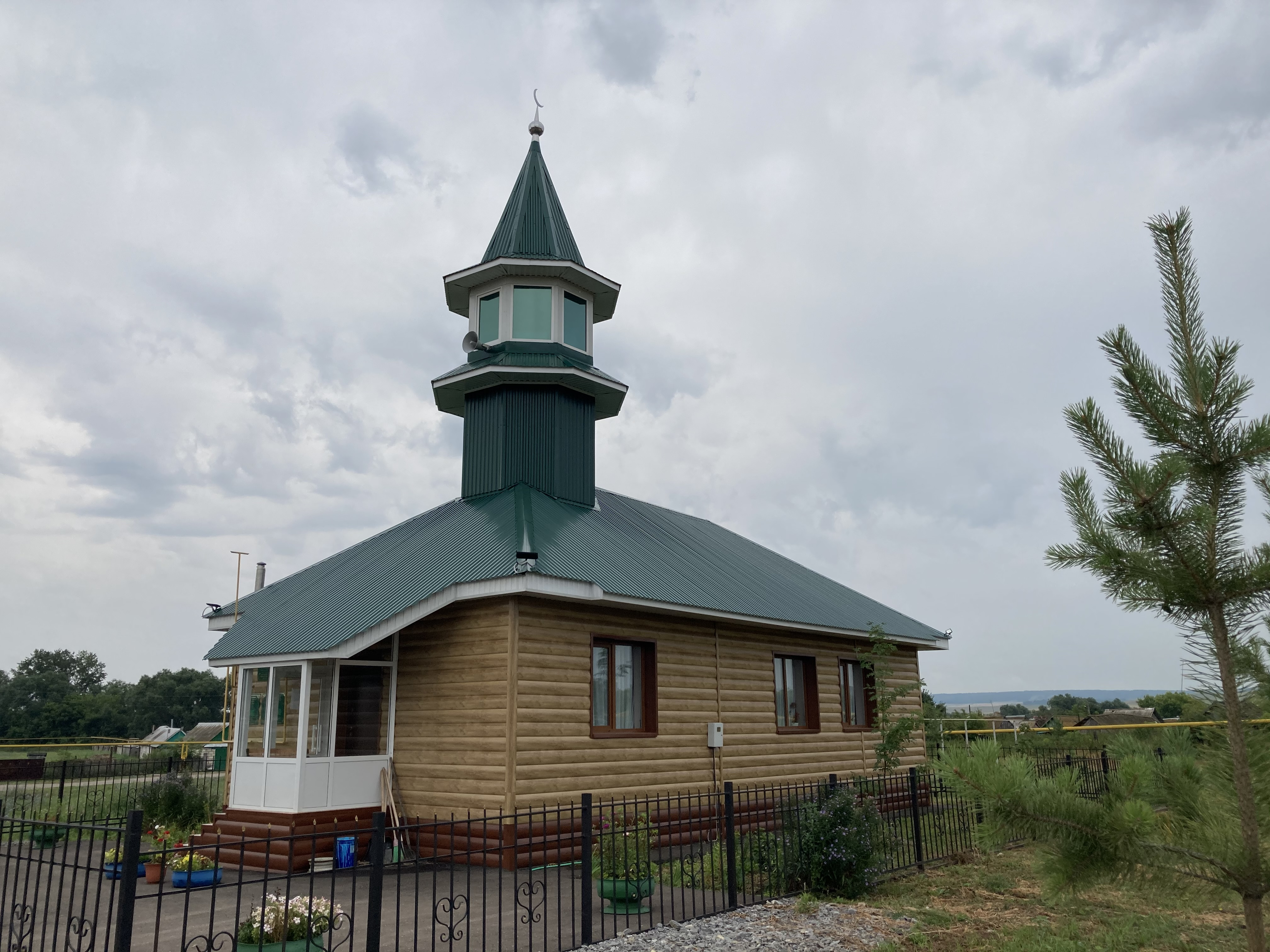
Мечеть в селе

## Известные люди
- Закий Тимерзянов — Герой Социалистического труда, бурильщик объединения «Татнефть».
- Сахаутдин Миннекаев — просветитель, поэт, учитель.